# Aralia frodiniana
Aralia frodiniana é uma espécie de Aralia.